# Брекерфелд
Брекерфелд (њем. Breckerfeld) град је у њемачкој савезној држави Северна Рајна-Вестфалија. Једно је од 9 општинских средишта округа Енепе-Рур. Према процјени из 2010. у граду је живјело 9.319 становника. Посједује регионалну шифру (AGS) 5954004.

## Географски и демографски подаци
Брекерфелд се налази у савезној држави Северна Рајна-Вестфалија у округу Енепе-Рур. Град се налази на надморској висини од 375 метара. Површина општине износи 58,7 km². У самом граду је, према процјени из 2010. године, живјело 9.319 становника. Просјечна густина становништва износи 159 становника/km².

## Међународна сарадња
| Мјесто | Држава    | Врста сарадње | Од    |
| ------ | --------- | ------------- | ----- |
|        | Француска | партнерство   | 1972. |
| Извор  |           |               |       |